# Phan Thị Điều
Từ Minh Huệ hoàng hậu (chữ Hán: 慈明惠皇后, 8 tháng 9 năm 1855 - 27 tháng 12 năm 1906) là vợ chính của Nguyễn Cung Tông Dục Đức của triều đại nhà Nguyễn trong lịch sử Việt Nam. Bà là mẹ đẻ của Thành Thái, vị hoàng đế về sau bị ép thoái vị và bị chính quyền Pháp đày đi đảo Réunion.

## Tiểu sử
Bà xuất thân từ gia tộc họ Phan (潘氏), nguyên danh là Điều (調) người huyện Quảng Điền, tỉnh Thừa Thiên, con gái trưởng của Phù Quốc công Phan Đình Bình và Phù Quốc nhất phẩm phu nhân Nguyễn Thị Đào (扶國一品夫人阮氏桃). Lúc trưởng thành, bà được cưới làm phủ thiếp cho Hoàng tử Nguyễn Phúc Ưng Chân, đang ở trong Dục Đức đường (育德堂) dưới thời Tự Đức tại vị.
Năm 1883, Tự Đức mất, di chiếu để Ưng Chân kế vị. Ba vị đại thần gồm Tôn Thất Thuyết, Nguyễn Văn Tường và Trần Tiễn Thành đồng nhiếp chính, đề nghị Nghi Thiên Hoàng thái hậu phế truất vua mới vì những thói xấu của ông. Được sự đồng ý của Thái hậu, 3 đại thần nhiếp chính cho giam Ưng Chân ở Dục Đức đường, phế bỏ ngôi vị của ông. Bấy giờ ông chưa kịp đặt niên hiệu, tên Dục Đức về sau hay gọi chỉ nơi ở của ông là Dục Đức đường.
Phan phu nhân cùng các con bị giam lỏng ở nhà Trấn Vũ, sau đó đem về an trí ở làng Phù Lương, huyện Quảng Điền. Sau này, Phù Quốc công bị giáng họa tội trạng, bị lột hết chức tước, phu nhân lại bị đưa về nhà Trấn Vũ.
Năm 1889, Đồng Khánh mất, Từ Dụ Bác Huệ Thái hoàng thái hậu quyết định chọn con trai bà là Nguyễn Phúc Bửu Lân lên ngôi, tức hoàng đế Thành Thái. Lúc này, Phan phu nhân mới được trở về sống ở trong hoàng cung. Đến tháng 10 (Thành Thái nguyên niên), Từ Dụ Thái hoàng thái hậu được Thành Thái tấn tôn là Từ Dụ Bác Huệ Khang Thọ Thái thái hoàng thái hậu (慈裕博惠康壽太太皇太后) còn Trang Ý Hoàng thái hậu thì được tôn làm Trang Ý Thuận Hiếu Thái hoàng thái hậu (莊懿順孝太皇太后). Năm 1890, tháng 11, Thành Thái theo lệ tôn gọi Phan phu nhân là Hoàng mẫu, lấy ngày sinh gọi thành Khôn Thành tiết (坤成節). Nhưng mãi đến năm 1892, bà mới chính thức được tôn là Hoàng thái hậu. Dục Đức được tôn thụy là Cung Tông Huệ hoàng đế (恭宗惠皇帝).
Năm 1906, 27 tháng 12, Từ Minh Hoàng thái hậu băng thệ, thọ 52 tuổi. Bà được an táng ở An Lăng, kế bên phần mộ của Cung Tông Huệ hoàng đế. Thụy hiệu của bà đầy đủ là Từ Minh Thục Thiện Nhu Thuận Huệ hoàng hậu (慈明淑善柔順惠皇后).

## Hậu duệ
Từ Minh Huệ hoàng hậu Phan thị có với Nguyễn Cung Tông 2 hoàng tử, bao gồm:
1. Thành Thái Nguyễn Phúc Bửu Lân [阮福寶嶙].
2. Tuyên Hóa vương Nguyễn Phúc Bửu Tán [宣化王阮福寶巑; 1882 - 8 tháng 5 năm 1941], sau gọi Bửu Thiện (寶善), là ông nội của 2 nhạc sĩ đương đại Bảo Chấn và Bảo Phúc. Sắc phong Tuyên Hóa quận công (宣化郡公; 1900), Tuyên Hóa công (宣化公; 1903), Tuyên Hóa quận vương (宣化郡王; 1933), sau khi qua đời thụy tôn Thân vương, thụy là Đoan Cung (端恭). Chính thất Nguyễn Thị Đình, con gái của Diên Lộc quận công Nguyễn Thân.